# Encheng (köping)
Encheng (kinesiska: 恩城镇, 恩城) är en köping i Kina. Den ligger i provinsen Shandong, i den östra delen av landet, omkring 85 kilometer nordväst om provinshuvudstaden Jinan. Antalet invånare är 54 104. Befolkningen består av 26 729 kvinnor och 27 375 män. Barn under 15 år utgör 18,0 %, vuxna 15-64 år 71 %, och äldre över 65 år 10,0 %.
Genomsnittlig årsnederbörd är 753 millimeter. Den regnigaste månaden är juli, med i genomsnitt 304 mm nederbörd, och den torraste är januari, med 5 mm nederbörd.